# Hällefors (comuna)
Hällefors (em sueco: Hällefors kommun) é uma comuna da Suécia localizada no condado de Orebro. Sua capital é a cidade de Hällefors. Possui 985 quilômetros quadrados e segundo censo de 2018, havia 6 983 habitantes.